# EECCA
EECCA steht für Eastern Europe, Caucasus and Central Asia und bezeichnet in der Diplomatie die Länder Osteuropas, des Kaukasus und Mittelasiens.